# Henri Atamaniuk
Henri Atamaniuk, né le 28 octobre 1944 à Freyming-Merlebach, est un footballeur et entraîneur français.

## Biographie
Henri Atamaniuk a joué 60 matchs et inscrit 20 buts en Division 1. Il occupe brièvement la fonction de conseiller sportif du Nîmes Olympique en 2015,.